# La Caution
Pour les articles homonymes, voir Caution.
La Caution est un groupe de hip-hop français, originaire de Noisy-le-Sec, en Seine-Saint-Denis. Formé au milieu des années 1990, il se compose de Hi-Tekk et Nikkfurie, épaulés par DJ Fab. En parallèle, Hi-Tekk et Nikkfurie font partie du collectif Les Cautionneurs, avec Saphir le Joaillier, Izno (le frère cadet d'Hi-Tekk et Nikk) et 16S64.

## Biographie

### Formation et débuts
Hi-Tekk et Nikkfurie, deux frères domiciliés à Noisy-le-Sec, en Seine-Saint-Denis, et originaires d'Oujda au Maroc, commencent à se populariser grâce à la première partie de la tournée d'Assassin entre 2000 et 2001, qui produit leur premier maxi Les Rues électriques, en 1999. Ils fondent vers 1999 leur propre label, Kerozen Music, avec l'aide de Mouloud Achour. Après le maxi Rues électriques ainsi que de leurs deux premières mixtapes K7, les membres de La Caution, épaulés par DJ Fab, sortent leur premier album, Asphalte Hurlante en 2001. Une année plus tard, une version incluant sept titres inédits est rééditée : Asphalte hurlante, ultime édition.
Ils sortent l'album Cadavre Exquis en 2002 avec le collectif L'Armée des 12 (collectif regroupant La Caution, Saphir le Joaillier et TTC depuis 1999). Ils sortent aussi un EP, Crash test, en collaboration avec le groupe de musique électronique Château Flight. Le double album Peines de maures / Arc-en-ciel pour daltoniens est publié le 17 octobre 2005, et atteint la 81e place des classements français.
En parallèle, Hi-Tekk et Nikkfurie font partie du collectif Les Cautionneurs, avec Saphir le Joaillier, Izno (le petit frère d'Hi-Tekk et Nikk) et 16S64. Ces derniers sont présents sur les deux albums de La Caution avec des titres comme J'plante le décor ou Revolver. Le premier album des Cautionneurs, Quinte Flush Royale, est publié le 25 septembre 2006.

### Participations diverses
Le 13 novembre 2006, La Caution publie un album intitulé La Caution rend visite aux gens et des gens revisitent La Caution Il s'agit d'un album CD/DVD composé de remixes des titres du groupe produits notamment par dDamage), EDA (Enhancer), Radioinactive, Drixxxé etc. ainsi que des inédits (avec notamment Oxmo Puccino) et des extraits live de leur tournée et un documentaire retraçant leur carrière. Plus tard, leur titre Thé à la menthe apparaît dans le film Ocean's Twelve, grâce à Vincent Cassel, faisant partie, avec La Caution, du collectif artistique Kourtrajmé. Ils sont également apparus sous le nom d'un groupe imaginaire du nom de Sheitan pour la bande originale du film du même nom (réalisé par Kim Chapiron de Kourtrajmé), avec leur titre Bâtards de barbares caricature de rap ultra-violent. Les morceaux Comme un sampler et Pilotes automatiques, tirés du double album Peines de maures/Arc en ciel pour Daltoniens sont également présents dans le film.
Le duo participe aussi au titre La culture sur l'album Phonogénique de Sayem, groupe de trip hop en 2007. Depuis janvier 2009, La Caution anime l'émission Les Cautionneurs sur Le Mouv’, chaque samedi de 22h à minuit, rediffusée le dimanche de la semaine suivante à la même heure.
Le 7 février 2012, l'émission reçoit l'Irmaward dans la catégorie hip-hop, prix remis par le Centre d’information et de ressources pour les musiques actuelles (IRMA), récompensant la meilleure émission de radio.

## Discographie

### Albums collaboratifs
- Un Jour peut-être (mixtape avec entre autres Les Spécialistes, TTC, Assassin, Fabe, Boogotop) (1999)
- L'Antre de la folie (mixtape avec entre autres TTC, James Delleck, Fuzati, Assassin) (2000)
- Crash Test (La Caution + Château Flight) (2002)
- Cadavre exquis (L'Armée des 12 : TTC, La Caution et Saphir le Joaillier) (2002)
- Quinte Flush Royale (Les Cautionneurs) (2006)
- Grandbazaar(02) (Purple Rouge, titre figurant dans la mixtape du collectif suisse Grand Bazaar)(2024)